# 高城れにの週末ももクロ☆パンチ!!
高城れにの週末ももクロ☆パンチ!!（たかぎれにのしゅうまつももクロパンチ）は、2016年10月1日から放送されている文化放送のラジオ番組である。

## 概要
「国民的"お笑い"番組を目指す」というテーマで、ももいろクローバーZの高城れにがMCを務め、他のメンバー1人がアシスタントとして登場する。「ももクロ大喜利」をはじめ、リスナー投稿中心に構成される。ももクロのメンバーが文化放送で番組を担当するのは 2010年の「ももいろクローバーの毎日ももチャンネル!」以来となる。
ももクロと縁がある山田うどんの一社提供でスタートしたが、2018年3月31日の放送をもって山田うどんによる番組提供が終了すること ならびに 4月以降の番組継続が発表された。
その後、フマキラーが2019年、2020年、2021年に期間限定でスポンサーとなったのちに、2022年1月1日放送分より通常スポンサーとなった。
2023年4月2日放送分より 毎週日曜17:00 - 17:15 へ枠移動となった。
2025年4月6日放送分より 山田うどんがスポンサーへ復帰。フマキラーとの2社体制となった。

## 放送時間
- 毎週土曜日 17:00 - 17:15（2016年10月1日 - 2023年3月25日）
- 毎週日曜日 17:00 - 17:15（2023年4月2日 - 2024年2月4日、2024年2月18日 - )

## 出演者
パーソナリティ
- 高城れに（ももいろクローバーZ）

アシスタント
- 百田夏菜子、玉井詩織、佐々木彩夏（ももいろクローバーZ）- 月替り[3]でアシスタントを担当[4]。
- 江橋うどん（江橋丈広） - 山田うどんの営業企画部長。主に差し入れコーナーで不定期にゲスト出演。山田うどんの提供終了後も頻繁に出演していたが、2019年4月20日放送分をもって番組をしばらくお休みすることを発表（本人いわく「大人の事情」）。2019年8月10日放送分で久しぶりに番組に出演。

過去のアシスタント
- 山田くん→三郎 - ロボット。当初はSEしか発していなかったが、高城が25歳の誕生日を迎えたのを機に「25歳は、どんな年にしたいですか?」・「今日は特別です。」・「ゼェット」とだけ喋れるようになり、その後「ちょっと何言ってるか分からない」・「おめでとうございます。」・「んー」、それにメンバー4人の名前（「夏菜子」・「しおりん」・「あーりん」・「高城」）を皮切りに不定期にバリエーションが増えてきている。なお高城とは当初から会話ができている。番組が「大喜利」のコーナーがメインのため『笑点』のオマージュかつ、スポンサーの名前を由来とする。山田うどんの提供終了を機に改名。2020年2月1日放送分で文化放送のパソコンのデータとともに三郎のデータも消失したことが判明。その後復活しているが、2021年10月以降は出演なし。2024年1月28日放送分で久しぶりに出演。

## 放送リスト
| 2016年     | 2016年              | 2016年       | 2016年 | 2016年                                                   |
| 回         | 放送日              | アシスタント | 主な大喜利お題 | 差し入れメニュー                                         |
| ---------- | ------------------- | ------------ | --- | -------------------------------------------------------- |
| 1 - 4      | 10月1日 - 10月22日  | 玉井         | こんなももクロはイヤだ ももクロorメンバーが絶対に言わないセリフ こんなアイドル番組はイヤだ 新メニュー・ももクロ丼の中身とは？ | パンチ定食セット Wオムカレー                             |
| 5 - 9      | 10月29日 - 11月26日 | 有安         | こんなももクロはイヤだ ももクロorメンバーが絶対に言わないセリフ こんなアイドル番組はイヤだ 新メニュー・ももクロ丼の中身とは？ | デミごはん ピリ辛豚キムチ炒めセット                      |
| 10 - 14    | 12月3日 - 12月31日  | 佐々木       | こんなももクロはイヤだ ももクロorメンバーが絶対に言わないセリフ ももクロを一言でわかりやすく言うと? つい川上マネージャーが耳を疑った衝撃の一言とは? 商品化不可能の幻のももクログッズとは? こんな百田夏菜子・玉井詩織・佐々木彩夏・有安杏果はイヤだ 百田夏菜子・玉井詩織・佐々木彩夏・有安杏果が絶対に言わないセリフ これだから高城れにはすごい とってもかわいいれにちゃんだから言えちゃうセリフ | デミごはんセット エビフライの玉子とじ丼 生姜焼き丼セット |
| (年末特番) | 12月30日            | 全員         | こんなももクロはイヤだ ももクロorメンバーが絶対に言わないセリフ ももクロを一言でわかりやすく言うと? つい川上マネージャーが耳を疑った衝撃の一言とは? 商品化不可能の幻のももクログッズとは? こんな百田夏菜子・玉井詩織・佐々木彩夏・有安杏果はイヤだ 百田夏菜子・玉井詩織・佐々木彩夏・有安杏果が絶対に言わないセリフ これだから高城れにはすごい とってもかわいいれにちゃんだから言えちゃうセリフ | うどん かき揚げ丼                                        |

| 2017年     | 2017年              | 2017年       | 2017年 | 2017年 |
| 回         | 放送日              | アシスタント | 主な大喜利お題 | 差し入れメニュー |
| ---------- | ------------------- | ------------ | --- | --- |
| 15 - 18    | 1月7日 - 1月28日    | 百田         | ももクロを一言でわかりやすく言うと? ももクロちゃん今5人で何してた? 百田夏菜子が絶対に言わないセリフ こんな高城れにはイヤだ こんな百田夏菜子はイヤだ これだから高城れにはすごい とってもかわいいれにちゃんだから言えちゃうセリフ                  | 肉盛りうどん／特撰カレーうどん（五反田） 焼肉丼セット（五反田）                                                                |
| 19 - 22    | 2月4日 - 2月25日    | 玉井         | こんな玉井詩織はイヤだ 玉井詩織が絶対に言わないセリフ とってもかわいいれにちゃんだから言えちゃうセリフ こんなももクロはイヤだ ももクロを一言でわかりやすく言うと? ももクロが絶対に言わないセリフ つい川上マネージャーが耳を疑った衝撃の一言とは? | 鶏南蛮うどん 牛玉あんかけうどん＋ライス                                                                                        |
| 23 - 26    | 3月4日 - 3月25日    | 有安         | 高城れに主演の最新映画のタイトルは れにちゃんの誰にも言えない悩みとは 推され隊のキャッチフレーズを考えてください 滑舌の良い有安杏果に言わせたいセリフ                                                                                            | ロースカツセット（かかし乃） デミうどん                                                                                        |
| 27 - 31    | 4月1日 - 4月29日    | 佐々木       | 高城れに主演の最新映画のタイトルは れにちゃんの誰にも言えない悩みとは あーりんがだってあーりんなんだもんと答える質問とは ももクロに足りないものとは                                                                                              | パンチ定食 牛てり丼 牛丼セット                                                                                                 |
| 32 - 35    | 5月6日 - 5月27日    | 百田         | 夏菜子ちゃんにあってれにちゃんにないものとは れにちゃんにあって夏菜子ちゃんにないものとは | あおさとあさりのかき揚げ丼セット ピリ辛みそラーメン                                                                            |
| 36 - 39    | 6月3日 - 6月24日    | 玉井         | しおりんに足りないものとは こんな誕生日プレゼントはイヤだ 誰もが耳を疑ったれにちゃんの午後5時の挨拶とは | ぎょうざ＋ざるラーメン ピリ辛つけ汁うどん                                                                                      |
| 40 - 44    | 7月1日 - 7月29日    | 佐々木       | こんな誕生日プレゼントはイヤだ 誰もが耳を疑ったれにちゃんの午後5時の挨拶とは こんな夏休みはイヤだ こんなソロコンはイヤだ れにちゃんの夏休みの宿題とは                                                                                            | 豚玉丼 牛もやし七味炒めセット 冷やし中華                                                                                       |
| 45 - 48    | 8月5日 - 8月26日    | 有安         | こんな誕生日プレゼントはイヤだ 誰もが耳を疑ったれにちゃんの午後5時の挨拶とは こんな夏休みはイヤだ こんなソロコンはイヤだ れにちゃんの夏休みの宿題とは                                                                                            | かき揚げ丼セット 肉汁うどん |
| 49 - 52    | 9月2日 - 9月23日    | 玉井         | たかぎれに作文 れにちゃんの重大発表とは 10月から始まるももクロの新しいラジオ番組のタイトルとは | スタミナ焼肉丼セット 野菜うどん                                                                                                |
| 53 - 58    | 9月30日 - 11月4日   | 百田、有安   | たかぎれに作文 れにちゃん右手を上げて何してるの 夏菜子ドリルに掲載されている超難問とは | パンチセット かき揚げ丼セット                                                                                                  |
| 59 - 63    | 11月11日 - 12月9日  | 佐々木       | たかぎれに作文 ささきあやか作文 思わずれにちゃんが絶句したあーりんの一言とは れにちゃん推しの小さな幸せとは | 生姜焼き定食うどんセット 特撰カレーうどん(五反田・ダウドン) 山椒きゅうり、鶏カラ天、山わさびのポテサラ、キャベポン（ダウドン） |
| 64 - 66    | 12月16日 - 12月30日 | 百田         | かなこ作文 こんなお正月はイヤだ 夏菜子ドリルに載っている超難問とは | 鶏南蛮玉子とじうどん |
| (年末特番) | 12月28日            | 真山りか     | ももクロのスゴイところ エビ中のスゴイところ ももクロにあってエビ中にないもの エビ中にあってももクロにないもの | |

| 2018年    | 2018年              | 2018年            | 2018年 | 2018年                                                                                        |
| 回        | 放送日              | アシスタント      | 主な大喜利お題 | 差し入れメニュー                                                                              |
| --------- | ------------------- | ----------------- | --- | --------------------------------------------------------------------------------------------- |
| 67        | 1月6日              | 百田              | れにちゃんが書初めに書いた言葉とは | 舞茸と本しめじのかき揚げ丼                                                                    |
| 68 - 70   | 1月13日 - 1月27日   | 有安              | ありやす作文 ももか作文 | 肉もやしあんかけラーメン 麻辣あんかけ牛丼 うどんセット                                        |
| 71 - 74   | 2月3日 - 2月24日    | 佐々木            | ももクロが4人だからできることとは 推され隊に代わるれにちゃんのももクロ新ユニットの名前は | 特製焼うどん（ダウドン) 豚キムチ丼セット 鶏ごぼう汁うどん                                     |
| 75 - 77   | 3月3日 - 3月17日    | 玉井              | たまい作文 しおり作文 ももクロ作文 | パンチセット                                                                                  |
| 78        | 3月24日             | 江橋うどん        | ももクロ作文 |                                                                                               |
| 79        | 3月31日             | 全員、 江橋うどん | － | エハシラーメン（醤油ラーメン＋かき揚げ天ぷら）、 牛ビビンバ丼、牛ごぼう玉子とじ丼、麻辣うどん |
| 80 - 81   | 4月7日 - 4月14日    | 全員              | ももクロ作文 |                                                                                               |
| 82 - 84   | 4月21日 - 5月5日    | 百田              | ももクロ川柳 こんな10周年サプライズは嫌だ れにちゃん東京ドームでこっそり何をたくらんでるの？ | かき揚げ丼                                                                                    |
| 85 - 88   | 5月12日 - 6月2日    | 玉井              | ももクロ川柳 こんな10周年サプライズは嫌だ れにちゃん東京ドームでこっそり何をたくらんでるの？ | かき揚げ丼 夏野菜のピリ辛うどん 夏野菜の辛口カレー                                            |
| 89 - 96   | 6月9日 - 7月28日    | －                | こんな誕生日はイヤだ 25歳のれにちゃんがつい口にした一言とは 答えが「高城れに」になるなぞなぞ 答えが「ももクロ」になるクイズ れにちゃんが言いそうな「○○より普通に○○が好き！！」とは？ ももクロの中の高城れにを別のものに例えて表現してください | 辛口カレー＋唐揚げ 昭和の冷やし中華                                                           |
| 97 - 101  | 8月4日 - 9月1日     | 佐々木            | れにちゃんが思わず「半端ねぇー」と言ってしまうこととは？ 「ももクロ」が1位になりました。これ何のアンケート？ あーりんを別のものに例えると？ ももクロの中の高城れにを別のものに例えて表現してください                                          | 唐揚げサラダうどん                                                                            |
| 102 - 106 | 9月8日 - 10月6日    | 玉井              | れにちゃんが思わず「半端ねぇー」と言ってしまうこととは？ 高城れに特製かき氷。何がかかってる？ れにちゃんが憧れる「スーパーおばあちゃん」とは？ 「ドゥ・ユ・ワナ・ダンス」と言われたれにちゃんの答えとは？                                     | 2色カレーwith唐揚げ                                                                           |
| 107 - 111 | 10月13日 - 11月10日 | 佐々木            | ちょっと高城マジやりすぎ、何を? 「このももクロはニセモノだな」何で判った？ ももクロから生まれた新しい「名言」「ことわざ」とは? | 唐揚げカレーうどん                                                                            |
| 112 - 116 | 11月17日 - 12月15日 | 百田              | ももクロから生まれた新しい「名言」「ことわざ」とは? れにちゃんがものすごいスピードで走り出しました。何があった？ 「この人、ももクロ好きなんだろうな」なぜ分かった？                                                                           | かき揚げ丼                                                                                    |
| 117 - 118 | 12月22日 - 12月29日 | 玉井              | 「平成最後の」という言葉を使ってももクロのキャッチフレーズを作ってください。 しおりんに馬鹿にされたれにちゃんがつぶやいた一言とは？ れにちゃんが震えています。なぜ？                                                                          |                                                                                               |

| 2019年    | 2019年              | 2019年       | 2019年 | 2019年 |
| 回        | 放送日              | アシスタント | 主な大喜利お題 | 差し入れメニュー |
| --------- | ------------------- | ------------ | --- | --- |
| 119 - 121 | 1月5日 - 1月19日    | 玉井         | 「平成最後の」という言葉を使ってももクロのキャッチフレーズを作ってください。 しおりんに馬鹿にされたれにちゃんがつぶやいた一言とは？ れにちゃんが震えています。なぜ？         | スンドゥブ風ピリ辛鍋焼きうどん、五目鍋焼きうどん |
| 122 - 126 | 1月26日 - 2月23日   | 佐々木       | ももクロでれにちゃんにしか頼めない事とは？ 間違えてあーりんのシュークリームを食べちゃったれにちゃんの言い訳とは？ 10年前のももクロにアドバイスするとしたら？                 | 五目鍋焼きうどん、鶏塩だしの鍋焼きうどん |
| 127 - 132 | 3月2日 - 4月6日     | 玉井         | 「ももクロパンチ」3月限定のサブタイトルを考えてください ももクロでれにちゃんだけが喜んでいます。どうして？ 週末ヒロインってなんなん?                                         | はまぐりうどん スタカレー |
| 133 - 136 | 4月13日 - 5月4日    | 玉井         | ももクロが「令和アイドル」と呼ばれるための条件とは？ れにちゃんが平成のうちに退治しておきたいものとは？ れにちゃんが東京スカイツリーの上から何か叫んでいます。何を叫んでる？ | 彩り野菜と若鶏の黒酢あん定食 |
| 137 - 138 | 5月11日 - 5月18日   | 全員         | 「ももクロってどうしたら入れるの」という子供の質問に優しく答えてください。 れにちゃんがピンチ。いったい何が起きてる？ ももクロ検定1級で出題された超難問とは？                | Tokyoねこバウム ソラマチのとら（銀座のジンジャー） マシュー＆クリスピー（ポンポンｘクリスピー） ひとつぶのマスカット（旬果瞬菓 共楽堂） にじいろフロマージュ（旬風 一期一会） |
| 139 - 140 | 5月25日 - 6月1日    | 百田         | 「ももクロってどうしたら入れるの」という子供の質問に優しく答えてください。 れにちゃんがピンチ。いったい何が起きてる？ ももクロ検定1級で出題された超難問とは？                | |
| 141 - 145 | 6月8日 - 7月6日     | －           | 「ももクロってどうしたら入れるの」という子供の質問に優しく答えてください。 れにちゃんがピンチ。いったい何が起きてる？ ももクロ検定1級で出題された超難問とは？                | |
| 146 - 147 | 7月13日 - 7月20日   | 佐々木       | ももクロマニアの見分け方 れにちゃんだけが使える忍術とは？ れにちゃんがあーりんにコッソリ伝えておきたいこととは？ ももクロの夏を一言で表現すると？                            | |
| 148 - 151 | 7月27日 - 8月17日   | －           | ももクロマニアの見分け方 れにちゃんだけが使える忍術とは？ れにちゃんがあーりんにコッソリ伝えておきたいこととは？ ももクロの夏を一言で表現すると？                            | 冷やしピリ辛 坦々風つけ麺、辛口カレー |
| 152 - 156 | 8月24日 - 9月21日   | －           | ももクロの夏が終わったな、と感じる瞬間とは？ れにちゃん、なぜ1人でしゃべっているの？ どんな状況でもれにちゃんを笑顔にする魔法の言葉とは？                                    | 肉汁うどん |
| 157 - 161 | 9月28日 - 10月26日  | 玉井         | 「ももクロパンチ」3年やってどうなった？ 「たかぎれに」を使って川柳（五・七・五）を作ってください。 ももクロを笑顔にする魔法の言葉とは？                                      | 野菜の旨みたっぷりうどん、山菜おこわ |
| 162 - 165 | 11月2日 - 11月23日  | －           | れにちゃんを感動させる名言・格言を教えてください 「たかぎれに」を使って川柳（五・七・五）を作ってください。                                                                  | かき揚げ丼、山田の特製豚汁、みぞれチキンおふくろ煮定食 |
| 166 - 169 | 11月30日 - 12月21日 | 百田         | れにちゃんを感動させる名言・格言を教えてください 「たかぎれに」を使って川柳（五・七・五）を作ってください。                                                                  | |
| 170       | 12月28日            | 佐々木       | れにちゃんが「しまった、罠だ！」と気づきました。どうして? あーりんとれにちゃんの違いを教えてください。                                                                       | |

| 2020年    | 2020年              | 2020年       | 2020年 | 2020年                                                                 |
| 回        | 放送日              | アシスタント | 主な大喜利お題 | 差し入れメニュー                                                       |
| --------- | ------------------- | ------------ | --- | ---------------------------------------------------------------------- |
| 171 - 174 | 1月4日 - 1月25日    | 佐々木       | 「2020年、ももクロはついに･･･」の続きを考えてください。 れにちゃんが「しまった、罠だ！」と気づきました。どうして? あーりんとれにちゃんの違いを教えてください。                                | 豚キムチのピリ辛鍋焼きうどん、野菜たっぷり豆乳鍋焼きうどん、追いチーズ |
| 175 - 179 | 2月1日 - 2月29日    | 玉井         | 「鬼に金棒」みたいなことわざを考えて下さい 2月29日生まれの人にれにちゃんが言いそうなこととは? うどんを食べているれにちゃんに玉井さんが言い放った衝撃の一言とは?                               | ダブルパンチ（パンチ＆赤パンチ）、ハーフうどん                         |
| 180 - 183 | 3月7日 - 3月28日    | 百田         | れにちゃんに「ぜってーやめねぇ」と言わせてください れにちゃんは答えられるけど夏菜子ちゃんは答えられない問題とは? 4月から始まるももクロ新番組のタイトルとは?                                   | 肉汁うどん、赤パンチ                                                   |
| 184 - 188 | 4月4日 - 5月2日     | 佐々木       | れにちゃんがついた「罪のないウソ」とは れにちゃんをひらがな5文字でほめてあげてください あーりんに食べられるから揚げの気持ちとは                                                               | 屋台の焼きうどん、山田の特製豚汁                                       |
| 189 - 192 | 5月9日 - 5月30日    | －           | 10分でバズりそうなハッシュタグ「ももクロ◯〇〇」または「高城れに◯○○」というワードを考えてください れにちゃんがテレビ電話の向こうで何か言ってます。なんて言ってる？                             |                                                                        |
| 193 - 197 | 6月6日 - 7月4日     | －           | プライスレスなうれしいお誕生日プレゼントとは? 6月生まれでよかったー、なぜ? れにちゃんが27年間ずーっと気になっていることとは? 高城れにの名言「ラジオとは」に続けてください。                   | つけ麺                                                                 |
| 198 - 202 | 7月11日 - 8月8日    | 玉井         | 子供から『夏はなぜ暑いの』と聞かれたももクロメンバーの答えとは? ｢夏が来れば思い出す…｣ 何を思い出す? 夏の「ももクロあるある」とは? 高城れに名言シリーズ「女優とは」に続けてください。          | 煮干し系 淡麗醤油 中華そば、カレー                                     |
| 203 - 207 | 8月15日 - 9月12日   | 百田         | 高城れに ソロ曲「ラジオはソウルだ」のラップ部分の歌詞を考えてください。 れにちゃんが成仏できない理由とは? おバカ診断テストの1問目とは? れにちゃんの名言シリーズ「天才とは」に続けてください。 | かき揚げ丼、肉汁うどん                                                 |
| 208       | 9月19日             | －           | － |                                                                        |
| 209 - 213 | 9月26日 - 10月24日  | －           | 幽霊になったれにちゃんに一言、声をかけるとしたら? れにちゃんのラブシーンを見たももクロメンバーの一言 ああ、秋になったんだなー、感じる瞬間とは?                                                | たっぷり秋野菜の鶏汁うどん                                             |
| 214 - 218 | 10月31日 - 11月28日 | 百田         | れにちゃんに「でしょーね！」と言わせてください。 高城れに主演の新しいドラマのタイトルは? ももクロ版セーラームーンが新たに言い放つ決め台詞とは? 正解が「Z」になるクイズとは?                   | 煮干し系 淡麗醤油 中華そば                                             |
| 219 - 222 | 12月5日 - 12月26日  | 佐々木       | こんな「ももいろ歌合戦」はイヤだ れにちゃんに「ぴえん」と言わせてください。 聞くだけで暖かくなる言葉、教えてください。 ももクロが叫んだら必殺技のように聞こえる言葉とは?                      |                                                                        |

| 2021年    | 2021年              | 2021年       | 2021年 | 2021年                                                          |
| 回        | 放送日              | アシスタント | 主な大喜利お題 | 差し入れメニュー                                                |
| --------- | ------------------- | ------------ | --- | --------------------------------------------------------------- |
| 223 - 224 | 1月2日 - 1月9日     | 佐々木       | こんな「ももいろ歌合戦」はイヤだ れにちゃんに「ぴえん」と言わせてください。 聞くだけで暖かくなる言葉、教えてください。 ももクロが叫んだら必殺技のように聞こえる言葉とは?                                    | 山田の特製五目鍋焼きうどん                                      |
| 225 - 229 | 1月16日 - 2月13日   | 玉井         | ももクロ・ライオンZあるある、教えてください。 ももクロメンバーがマーくんに言い放った失礼な一言とは? れにちゃんが”やっぱりな”と言ってます。何があった?                                                       | 豚キムチのピリ辛鍋焼きうどん                                    |
| 230       | 2月20日             | 百田         | － |                                                                 |
| 231 - 235 | 2月27日 - 3月27日   | 百田         | れにちゃんが「すくってごらん」と言っています。何を？ 入学式に呼ばれたももクロがあいさつで周囲をざわつかせました。なんと言った？ れにちゃんに「それ、田中将大」と言わせてください。                          | 野菜の旨みたっぷりうどん たっぷりはまぐりの塩だしラーメン       |
| 236 - 239 | 4月3日 - 4月24日    | 佐々木       | 入学式に呼ばれたももクロがあいさつで周囲をざわつかせました。なんと言った？ ウマ娘って何？と聞かれたももクロメンバーの答えとは？ あれ？この人あーりん(orれにちゃん)じゃないなぁ…なぜわかった？               | 冷やしネバとろうどん、パンチ                                    |
| 240 - 244 | 5月1日 - 5月29日    | 玉井         | 13年前のれにちゃんの誓いとは？ れにちゃんがバリアを張っています。何から自分を守っている？ れにちゃんを一瞬で凍り付つかせたももクロメンバーの一言とは？ れにちゃん&しおりんの新曲のタイトルは？              |                                                                 |
| 245 - 249 | 6月5日 - 7月3日     | 百田         | プライスレスな誕生日プレゼントとは？ 28歳になったら絶対にしてはいけないこととは？ れにちゃんの背中にある紫のボタン、押すとどうなる？ れにちゃんが「じゃあ、しょうがない」と言っています。何があった？       |                                                                 |
| 250 - 254 | 7月10日 - 8月7日    | 玉井         | こんな夏のライブはイヤだ れにちゃんに「夏なのに？」と言わせてください 「れにちゃんワールド」に採用されなかったももクロメンバーが作った曲のタイトルは？ 夏バテを吹き飛ばす魔法の言葉を教えてください         | 濃厚タンメン（埼玉タンメン 山田太郎）                           |
| 255 - 259 | 8月14日 - 9月11日   | 佐々木       | れにちゃんに「秋だねぇ…」と言わせて下さい あーりんをおとなしくさせる魔法の言葉とは？ 「れにちゃんワールド」のキャッチコピーを考えて下さい 真犯人はれにちゃん(orあーりん)、なぜわかった？                    | 「痺辛」味噌麻辣タンメン、淡麗タンメン（埼玉タンメン 山田太郎） |
| 260 - 264 | 9月18日 - 10月16日  | 百田         | れにちゃんが「ギリギリセーフ」と言っています。何があった？ リーダーがこっそり読んでいる本のタイトルは？ れにちゃんを上から目線で褒めてください この番組、5年前とどこが変わった？                            | 魚介系 濃厚つけ麺（埼玉タンメン 山田太郎）                      |
| 265 - 269 | 10月23日 - 11月20日 | 佐々木       | れにちゃんがハロウィンに言いそうなセリフは？ 「〇〇」を埋めてください。「ももクロがおったらそこはもう〇〇や」 すぐばれた、れにちゃんがついたウソとは？ ももクロが歌いそうな、ありそうでない曲のタイトルは？ | 舞茸のいろどりあんかけうどん、鶏肉の和風カレーうどん            |
| 270 - 274 | 11月27日 - 12月25日 | 玉井         | れにちゃんが思わず「はにゃ？」と言ってしまうクリスマスプレゼントとは？ れにちゃんがこっそり検索していそうな言葉とは？ ももクロが歌いそうな、ありそうでない曲のタイトルは? こたつの中に隠れていたのは？      | 豚キムチのピリ辛鍋焼きうどん                                    |

| 2022年    | 2022年              | 2022年       | 2022年 | 2022年                                                          |
| 回        | 放送日              | アシスタント | 主な大喜利お題 | 差し入れメニュー                                                |
| --------- | ------------------- | ------------ | --- | --------------------------------------------------------------- |
| 275 - 279 | 1月1日 - 1月29日    | 百田         | すぐ達成しちゃいそうな今年(2022年)の目標とは？ ももクロメンバーがつい検索しがちな言葉とは？ れにちゃんに「それ、私じゃなくて夏菜子」と言わせてください ももクロが歌いそうな、ありそうでない曲のタイトルは？     | 味噌バタコーン鍋焼きラーメン                                    |
| 280 - 284 | 2月5日 - 3月5日     | 玉井         | れにちゃんがバレンタインデーに思うこととは？ れにちゃんに「それはワタシです」と言わせてください ♪春なのに◯◯◯◯ですか～という歌詞を考えてください れにちゃんがソロカバーしそうな、ありそうでない曲とは？          | ピリ辛麻辣ラーメン                                              |
| 285 - 289 | 3月12日 - 4月9日    | 佐々木       | れにちゃんが本当かウソかわからないウソとは？ れにちゃんのバレバレのウソとは？ 「かわいいくしゃみ」の仕方 高城れに版「ワンナイトカーニバル」最初のセリフは？ れにちゃんがカバーしそうな、ありそうでない曲とは？  | 肉汁うどん、かき揚げ丼                                          |
| 290 - 294 | 4月16日 - 5月14日   | 佐々木       | れにちゃんが「おめでとう」と言っています。何に？ れにちゃんが20代のうちにしておかなければいけないこと 高城れに版「ワンナイトカーニバル」最初のセリフは？ れにちゃんがカバーしそうな、ありそうでない曲とは？     | 濃厚トマトタンメン、濃厚タンメン（埼玉タンメン 山田太郎）       |
| 295 - 299 | 5月21日 - 6月18日   | －           | 「お誕生日おめでとう」に続けてれにちゃんが言った衝撃の言葉とは れにちゃんが20代のうちにしておくべきこと 「れにちゃん、もうやめようよ」と言われています。何を？ れにちゃんが言いそうな名言っぽい普通のこととは？ | 冷やし中華、ミニ辛口カレー                                      |
| 300 - 304 | 6月25日 - 7月23日   | 百田         | 今日が自分の誕生日だということをさりげない形で伝えてください 「ももクロでやっぱりれにちゃんだけが…」に続けてください ももクロの存在をモノで例えると？その理由も れにちゃんが言いそうな名言っぽい普通の言葉とは  | タンメン屋さんの野菜たっぷり冷やし中華（埼玉タンメン 山田太郎） |
| 305 - 308 | 7月30日 - 8月20日   | 佐々木       | 「高城れに推し」のささやかな幸せとは？ れにちゃんがすぐ「OK」を出してしまいそうなプロポーズの言葉とは ももクロの存在をモノで例えると？その理由も                                                                | たっぷり具材の 鶏ごぼうつけ汁うどん                             |
| 309 - 313 | 8月27日 - 9月24日   | 玉井         | れにちゃんがすぐ「OK」を出してしまいそうなプロポーズの言葉とは 結婚が決まったれにちゃんがメンバーに言いそうな一言 れにちゃんが歌う幸せソングのタイトルは 秋を感じたれにちゃんの一言「あーもう◯◯だねー」         | 秋のコク旨 ピリ辛汁うどん                                       |
| 314 - 318 | 10月1日 - 10月29日  | 玉井         | 結婚が決まったれにちゃんがメンバーに言いそうな一言 結婚の相談を受けたれにちゃんのアドバイスとは ももクロメンバーから先に「結婚する」と言われた時のれにちゃんの一言 れにちゃんのプロポーズの断り方               | 黒舞茸の彩りあんかけうどん                                      |
| 319 - 320 | 11月5日 - 11月12日  | 百田         | れにちゃんがブラックパンサーにこっそりお願いしたこととは？ れにちゃんに声の出演のオファーが来ました。何の映画？                                                                                                 |                                                                 |
| 321 - 322 | 11月19日 - 11月26日 | －           | 結婚が本当に決まったれにちゃんからメンバーに伝えたいこととは れにちゃんがももクロパンチのスタッフに言いたいこと 旦那さまからの意外なクリスマスプレゼントとは ちょっと高城、マジ◯◯すぎ！◯◯とは？                 |                                                                 |
| 323 - 327 | 12月3日 - 12月31日  | 佐々木       | こんなクリスマスプレゼントはいやだ 2023年、れにちゃんはあーりんの○○になる！ 「大晦日」で一句(川柳)お願いします。 「ももクロ鍋」何が入っている？                                                                 | 「さつま若しゃも」の旨塩鍋焼きうどん                            |

| 2023年    | 2023年             | 2023年       | 2023年 | 2023年                                                        |
| 回        | 放送日             | アシスタント | 主な大喜利お題 | 差し入れメニュー                                              |
| --------- | ------------------ | ------------ | --- | ------------------------------------------------------------- |
| 328 - 331 | 1月7日 - 1月28日   | 玉井         | 「ももクロ鍋」何が入っている？ 30歳になるれにちゃんがメンバーにどうしても言っておきたいこと 高城れに20代ラストソングのタイトルは 外国人にももクロを一言で説明すると？ 玉井さんにイエローカード。玉井さんは何をした？                                                                                               | 山田の特製五目鍋焼きうどん                                    |
| 332 - 335 | 2月4日 - 2月25日   | 百田         | 制服姿のれにちゃん、何を企んでいる？ アニメやドラマに影響されたれにちゃんが言いそうな言葉とは？ 夏菜子ちゃんにレッドカード。何をした？ 高城れに20代ラストソングのタイトルは？ | さつま若しゃもの親子丼                                        |
| 336 - 339 | 3月4日 - 3月25日   | 佐々木       | ももクロパンチからの重大なお知らせって何？ 高城れにorあーりんがおったらそこは◯◯や～ れにちゃんが作った ももクロ15周年記念ソングのタイトルは？ フマキラー×高城れに 夢のコラボ商品のキャッチコピーとは | あさりと菜の花の焼きうどん                                    |
| 340 - 344 | 4月2日 - 4月30日   | 玉井         | ももクロの15年を「たとえツッコミ」で表現してください 子供から「れにちゃんはどうしてそんなにかわいいの?」と聞かれたれにちゃんの答えは 子供から「しおりんはどうしてあんなにかわいいの」と聞かれたれにちゃんの答えは れにちゃんがつい手にとってしまいそうな本のタイトルは れにちゃんが本音を告白「私ってもしかして…」 | タンメン屋さんのたっぷり野菜まぜそば（埼玉タンメン 山田太郎） |
| (特番)    | 5月4日             | 全員         | ももクロの15年を一言で言うと？ れにちゃんに 「それは絶対、夏菜子」 「それはたぶん、しおりんかも」 「だってあーりんだもの」と答えさせる質問を考えてください。 ももクロパンチオリジナルソング(15周年記念ソング)の歌詞を1行分だけ10文字以内で考えてください。                                                         | 山田の冷麺 ざるそば かき揚げ丼                                |
| 345 - 348 | 5月7日 - 5月28日   | 百田         | ももクロ作文 ももクロメンバーを一瞬で笑顔にする魔法のことばとは? れにちゃんに可愛さが増すようなミドルネームを付けてあげてください。 れにちゃんに「それは私じゃない」と言わせてください 子どもから「ももクロのリーダーってなんで夏菜子ちゃんなの?」と聞かれたれにちゃん答えとは?                                    | 山田の冷麺 ミニ辛口カレー丼                                   |
| 349 - 352 | 6月4日 - 6月25日   | 佐々木       | 20代と30代の違いとは？ インタビューで、若さを保つ秘訣は？と聞かれたれにちゃんの答えは？ れにちゃんがしおりんorあーりんに「お誕生日おめでとう 」に続けて言った一言とは あーりんはれにちゃんの◯◯ | 冷やし中華 ミニカレー(甘口、辛口)                             |
| 353 - 357 | 7月2日 - 7月30日   | 玉井         | 30歳になって年齢いじりをされなくなったれにちゃんの一言 れにちゃんの写真集のタイトルを予想しよう SHIORITAMAI12Colorsに採用されなかったれにちゃん作詞曲のタイトルは | タンメン屋さんの本格冷麺、韓国風TKG（埼玉タンメン 山田太郎）  |
| 358 - 361 | 8月5日 - 8月26日   | 百田         | 夏フェスでお客さんをざわつかせたれにちゃんの一言 れにちゃんの写真集のキャッチコピーを考えてください 写真集をメンバーに見せる時に言いそうなれにちゃんの一言 夏菜子ちゃんがメンバーに内緒でこっそり調べていることとは                                                                                                | つけうどん(さつま若しゃものとりごぼう汁)                      |
| 362 - 365 | 9月3日 - 9月24日   | 佐々木       | 子どもがれにちゃんの写真集を買ったらどうなる れにちゃんがモデルというマンガのタイトルは？ 好きなももクロメンバーで分かるモノノフ性格占い「◯◯が好きな人は…」 弱そうなものに「あーりんの」をつけて強くしてください                                                                                                   | 特製中華つけ麺                                                |
| 366 - 370 | 10月1日 - 10月29日 | 玉井         | MCZって何の略? 突然Trick or Treatと言われたれにちゃんの返し れにちゃんが聞いたことあるというありそうでない曲 うどんを必至に食べるしおりんを振り向かせる一言 格好悪いものに「SHIORI TAMAI」を付けて格好良くして下さい                                                                                               | 濃厚タンメン（埼玉タンメン 山田太郎）、ミニかき揚げ丼         |
| 371 - 374 | 11月5日 - 11月26日 | 百田         | れにちゃん座長公演「change the future 〜○○○を変えろ〜」何を変えろ？ 夏菜子ちゃんの箸を止める一言、お願いします つい、かなこぉ↑みたいな言い方をしたくなる言葉とは 夏菜子ちゃんが何かを探しています。何を探してる？                                                                                                  | 五目鍋焼きうどん                                              |
| 375 - 379 | 12月3日 - 12月31日 | 佐々木       | れにちゃんが30歳になって気づいたこと れにちゃんの「何歳に見える？」への返し 可愛くないものに「りん」を付けて可愛くして下さい ♪真っ赤なお鼻のれにちゃんは～いつもみんなの～何 あーりんのことわざ「◯◯◯も三度まで」                                                                                                   | 牛バラ肉のすきやき風鍋焼きうどん                              |

| 2024年    | 2024年             | 2024年       | 2024年 | 2024年                                                                                    |
| 回        | 放送日             | アシスタント | 主な大喜利お題 | 差し入れメニュー                                                                          |
| --------- | ------------------ | ------------ | --- | ----------------------------------------------------------------------------------------- |
| 380 - 383 | 1月7日 - 1月28日   | －           | みんなが「？」となったれにちゃんの「今年の抱負」 れにちゃんの家出を一言で止めてください 家出したれにちゃんが向かった場所は? | 豚キムチのピリ辛鍋焼きうどん                                                              |
| 384 - 387 | 2月4日 - 2月25日   | 百田         | れにちゃんが家出するって。一言どうぞ。 家出したれにちゃんから 「行く場所がないの」と相談されたメンバーの反応 家出したれにちゃんが家に忘れてきたものは？ つい、かなこぉ↑みたいな言い方をしたくなる言葉とは | 海鮮五目あんかけタンメン（埼玉タンメン 山田太郎）                                         |
| 388 - 392 | 3月3日 - 3月31日   | 佐々木       | れにちゃん、本気で家出する気ないでしょう、なぜ分かった？ 高城れにとお邪魔します、と突然言われたあーりんの反応 れにちゃんだったら怒られるけど、あーりんだったら言っても許される一言 マラソンを走り終えたれにちゃんの一言 ♪桃太郎さん桃太郎さん、お腰に付けたきび団子～ れにちゃんorあーりんだったらどう続ける？ | あさりと菜の花の焼きうどん                                                                |
| 393 - 396 | 4月7日 - 4月28日   | 玉井         | 冠番組を長続きさせる秘訣とは？ しおりんが「ウザっ」って言いそうなマラソンを完走したれにちゃんの調子に乗った一言 名作/名曲のタイトルに一文字足して違う作品にしてください しおりんの箸を止める一言 ♪昔、昔、れにちゃんは助けたカメに連れられて龍宮城へ来て見れば～に続けてください "浦島れに太郎"が竜宮城で検索したワードとは | さつま若しゃもの柚子塩ラーメン（埼玉タンメン 山田太郎）                                   |
| 397 - 400 | 5月5日 - 5月26日   | 百田         | れに(かなこ)を使ったラップを考えて下さい マサカリなくした金太郎が担いだものは 桃太郎ではなく「桃九郎」で川上から流れてきたものは 賢い夏菜子ちゃんに「でしょうね」と言わせて下さい つい、かなこぉ↑みたい言いたくなる言葉 | 昔ながらの冷やし中華                                                                      |
| 401 - 405 | 6月2日 - 6月30日   | -            | れにちゃんorあーりんが全く喜ばない誕生日プレゼントとは 「れにちゃんなら大丈夫」と言われました。何が？ れにちゃんに「だから、それがあーりんなの」と言わせてください "紫ずきんちゃん"が「このおばあさん、あーりんだな」と気づいた理由とは "あーりんずきん"に「おばあさんの口はどうしてそんなに大きいの？」と言われた"れにちゃん狼"の答えは？                                                                                                 | 山田の特製冷麺                                                                            |
| 406 - 409 | 7月7日 - 7月28日   | 佐々木       | れにちゃんがこっそり七夕の短冊に書いた願い事とは れにちゃんに「だから、それがあーりんなの」と言わせてください "紫ずきんちゃん"が「このおばあさん、あーりんだな」と気づいた理由 れにちゃんが光る竹の中に見つけたものとは | 冷やし豆乳トマトラーメン、タンメン屋さんの野菜たっぷり冷やし中華（埼玉タンメン 山田太郎） |
| 410 - 413 | 8月4日 - 8月25日   | 玉井         | ももクロメンバーも唖然とさせた、れにちゃんのポジティブすぎる言葉とは 『はかたのしお！』みたいな「〇〇〇〇しおりん！」or「〇〇〇〇れに！」というキャッチコピーを作って下さい 砂かけばばあに出くわしたれにちゃんのひと言 れにちゃんから「絶対にのぞかないでください」と言われ、本当にのぞかないおじいさんにれにちゃんが言った言葉とは 池の女神から「あなたの落としたのは金の斧ですか？銀の斧ですか？」と聞かれたれにちゃんorしおりんの答えは | 3種盛り大えび天ざるそば                                                                   |
| 414 - 418 | 9月1日 - 9月29日   | 百田         | 泣いている赤ちゃんが子泣き爺だと気づいたれにちゃんのひと言 王子様が拾ったガラスの靴のサイズが合わなかったれにちゃんの言い訳 夏菜子ちゃんに「ここほれ、わんわん」と言われてれにちゃんが掘って出てきたものは 茶畑のシンデレラが落としたもの(なくしたもの)は 「かなこぉ↑」が正解になる問題・質問を考えてください | 国産合鴨の鴨汁そば                                                                        |
| 419 - 422 | 10月6日 - 10月27日 | 百田         | 「ももクロパンチ」"ももクロペディア"でどう説明されている？ れにちゃんタヌキを芝刈りに誘い出すために夏菜子ウサギが言いそうなこと れにちゃんの背後で夏菜子ちゃんが「カチカチ」音を立てています。何している？ 妖怪"デコッパンチ"の特徴を教えてください 「かなこぉ↑」が正解になる問題・質問を考えてください | 海鮮ちゃんぽん                                                                            |
| 423 - 426 | 11月3日 - 11月24日 | 佐々木       | れにちゃん版「One Night Carnival」の冒頭のセリフは？ バンジージャンプの直前のれにちゃんの耳元でつぶやいたあーりんの一言 食べ物が無い"れにキリギリス"があーりん(アリ)に助けを求めにいったときのあーりん(アリ)の一言 れにちゃんが「遊ぼう！」と言って、手に持っていたら嫌なものとは？ あーりんが「遊ぼう！」と言って、手に持っていたら嫌なものとは？                                                                                         | 五目鍋焼きうどん                                                                          |
| 427 - 431 | 12月1日 - 12月29日 | 百田         | 夜道で偶然サンタクロースに遭遇した時のれにちゃんのサンタへの一言 魔法の鏡が「それは夏菜子姫です」と答えたので れにちゃんが怒っています。何を尋ねた？ 「高城れにお断り」ステッカー。どこに貼られている？ 「正月も終わって明日からまた仕事か〜、」に続けてれにちゃんが言いそうな言葉 年末、つい「かなこぉ↑」みたいに叫びたくなる言葉 | 醤油仕立ての鍋焼き煮ぼうとう                                                              |

| 2025年    | 2025年           | 2025年            | 2025年 | 2025年                                                                    |
| 回        | 放送日           | アシスタント      | 主な大喜利お題 | 差し入れメニュー                                                          |
| --------- | ---------------- | ----------------- | --- | ------------------------------------------------------------------------- |
| 432 - 435 | 1月4日 - 1月25日 | 玉井              | 2025年を迎えてれにちゃんが「困ったなぁ…」と言っています。何に困っている？ れにちゃんにお湯をかけたら3分後、どうなる？ かわいい〇〇には◯◯させろ モノノフの答えは 十二支にネコがいない理由を聞かれたれにちゃんの答え | 豚キムチのピリ辛鍋焼きうどん                                              |
| 436 - 439 | 2月2日 - 2月23日 | 佐々木            | 鬼は外、福は内、れには◯◯ 美容室でれにちゃんが「軽くしてください」と言ったらどうなった？ 北風に吹かれても太陽に照らされてもれにちゃんがコートを脱がない理由 れにちゃんが真っ白な衣装にカレーうどんの汁を飛ばした時の一言 | かき揚げ丼、たぬきうどん                                                  |
| 440 - 444 | 3月2日 - 3月30日 | 結城りな 桜井えま | れにちゃんが楽屋に「張り紙」してまで伝えたかったこととは？ 宙を舞う桜の花びらをお箸でキャッチしたれにちゃんの一言 お茶の生産量日本一の座を鹿児島に譲ってしまった茶畑のシンデレラの言い訳 お爺さんは山へ芝刈りにお婆さんは川へ洗濯に夏菜子ちゃんは？れにちゃんは？ お花見で叫びたい「かなこぉ↑↑」みたいな一言 卒業式で叫びたい「かなこぉ↑↑」みたいな一言                                            | 山田の特製とんかつ焼きそば＋小ライス                                      |
| 445 - 448 | 4月6日 - 4月27日 | 百田              | お茶の生産量日本一の座を鹿児島に譲ってしまった茶畑のシンデレラの言い訳 夏菜子ちゃんが「ビタミンB」と答えてしまいそうな問題とは れにちゃんがくしゃみの勢いでどさくさに紛れて言っていそうな言葉 お爺さんは山へ芝刈りにお婆さんは川へ洗濯に。夏菜子ちゃんは？れにちゃんは？ 春だからつい「かなこぉ↑↑」みたいに叫びたくなる一言 落ち込んでいる人を「かなこぉ↑↑」みたいな言葉で元気にしてあげてください | 昔ながらの冷やし中華                                                      |
| 449 - 452 | 5月4日 - 5月25日 | 佐々木、 真山りか | 最年少だから許されることって何？ 賞味期限切れの唐揚げを前にしたあーりんの一言 あーりんがくしゃみをすると世界はどうなる？ 両手でれにちゃんの両耳をふさいであーりんが一言 | 冷やし五目ぶっかけそば                                                    |
| 453 - 457 | 6月1日 - 6月29日 | 玉井              | "しおりん30歳"を聞いたれにちゃんの感想 しおりんが「れにに1個言いたいことがあんだ」何を？ 気が付いたら32歳になっていたれにちゃんが一言 「あー〇〇〇だったらいいのになぁ」 エレキギターを弾きながらしおりんとれにちゃんがシャウトしています。なんて言ってる？ うどんを注文したら謎の紫色の液体が出てきて一言                                                                                         | ～とろろ付き～黒舞茸天ざるそば                                            |
| 458 - 461 | 7月6日 - 7月27日 | 百田              | 夏菜子ちゃん or れにちゃん目の前にダースベイダーが現れて一言 聴診器を夏菜子ちゃんのおでこに当てながら一言 うどん屋さんの看板に書かれていたら嫌な言葉「〇〇〇はじめました」 夏だから「かなこぉ↑↑」みたいに叫びたい言葉 | タンメン屋さんの野菜たっぷり冷やし中華・ごまだれ（埼玉タンメン 山田太郎） |
| 462 - 466 | 8月3日 - 8月31日 | 佐々木            | ネジが外れたれにちゃん さぁ次はどこに行こうか 30代のれにちゃんが20代のあーりんに自慢できること 脱ぎ捨てられた靴下があーりんに一言 あーりんがれにちゃんの上に乗る前にかける言葉 れにちゃんのところに飛んできたセミに一声 | キノコ肉汁うどん                                                          |

- 2016年12月30日、通常と異なる時間帯に 年末特番「高城れにの年忘れ! ももクロ☆パンチ!!SP」が1時間枠で放送され、初めて5人が揃って出演した。
- 2017年9月30日、番組初となる公開生放送と公開収録が 日テレらんらんホールで開催された。
- 2017年12月28日、通常と異なる時間帯に 私立恵比寿中学の真山りかがメインパーソナリティをつとめる「私立恵比寿中学放送部」とのコラボ企画として、年末特番「ももクロ 高城れに・エビ中 真山りか 年忘れももエビ合戦」が1時間枠で放送された。
- 2018年6月30日、2018年12月29日、2019年1月5日、2019年2月23日、2019年9月7日、2020年6月6日、2022年1月22日、オテンキのりがゲスト出演した。
- 2019年5月11日、番組2回目となる公開生放送と公開収録が 東京スカイツリー スカイアリーナ特設ステージで開催された。
- 2019年6月22日、2019年6月29日、2019年7月6日、2019年11月2日、2019年11月9日、2019年11月16日、2019年11月23日、2022年6月4日、2022年6月11日、永野がゲスト出演した。
- 2019年9月7日、オラキオがゲスト出演した。
- 2020年9月19日、番組初となるスタジオからの生放送が行われた。
- 2021年2月20日、番組2回目となるスタジオからの生放送が行われた。
- 2022年11月12日、番組冒頭で結婚を報告。11月19日、26日と高城ひとりでの放送が行われた（高城が結婚を発表した11月6日にお題の募集が行われた）。
- 2023年3月11日、江橋うどんから放送枠移動が発表された（ももクロのライブに倣って、松崎しげるの「愛のメモリー」に乗せて発表）。
- 2023年3月25日、江橋うどんから「ももクロ15周年記念特番」の放送が発表された（ももクロのライブに倣って、松崎しげるの「愛のメモリー」に乗せて発表）。
- 2023年5月4日、通常と異なる時間帯に GW特番「高城れにの週末ももクロ☆パンチ!!スペシャル 15周年だよ ももクロ全員集合」が2時間枠で放送され、4人が揃って出演した。
- 2024年2月11日、大相撲トーナメント放送のため17時30分から放送された。
- 2025年3月2日、9日、ukkaの結城りながアシスタントとして出演。後輩グループのメンバーが通常放送に出演するのは初めて。
- 2025年3月16日、23日、30日、私立恵比寿中学の桜井えまがアシスタントとして出演。
- 2025年5月4日、11日、18日、25日、高城が番組開始以来初めて収録を欠席。佐々木彩夏がパーソナリティ、私立恵比寿中学の真山りかがアシスタントとして出演。5月4日は佐々木が「高城れにの週末ももクロ☆パンチ!!」と通常通りのタイトルコールを行っていたが、5月11日、18日、25日には「佐々木彩夏の週末ももクロ☆パンチ!!」とタイトルコールを行い、正式に放送で使われた。

## 主なコーナー

### ふつおたのコーナー
2017年2月からスタート（不定期）。番組の最初に、リスナーから送られてきた「ふつおた（＝普通のお便り）」を紹介する。

### 大喜利☆パンチだぁ～Z
高城がラジオネームとお題を紹介し、アシスタントがネタを紹介（逆のパターンもあり）。かつては、『笑点』と同様に高城が「山田くーん、◯◯さんに△△あげてくださーい」と言うスタイルとなっていた。

### 山田うどん 差し入れコーナー
江橋うどん（江橋丈広）がゲスト出演する回に、高城とアシスタントが山田うどんの新メニューなどを試食し、食レポを行う。

後述の「デミうどん」「デミごはん」はコーナー内で試食を行い、高城のOKが出たことで販売が決定された。「れにグラスソース」は高城が命名したものである。

なお、コーナー開始時は江橋うどんが替え歌を歌いながら登場するのが恒例となっている。

### 謎掛けうどんのコーナー
番組の最後に、リスナーから送られてきた「謎掛け」を紹介する。

高城は「なんで『謎掛けうどん』って言うの？」と疑問を持っていたが、2022年10月29日放送分で「謎掛け」と「かけうどん」を掛けたネーミングであることが判明した。

## その他
2016年11月より山田うどんで番組放送開始記念メニュー「デミうどん」「デミごはん」が販売開始された（2016年12月末までの期間限定）。
2017年9月30日、公開生放送＆公開収録に合わせて番組オリジナルTシャツが販売された（会場での限定販売）。